# Ditrichum hyalinum
Ditrichum hyalinum är en bladmossart som beskrevs av Carl Ernst Otto Kuntze 1891. Ditrichum hyalinum ingår i släktet grusmossor, och familjen Ditrichaceae. Inga underarter finns listade i Catalogue of Life.